# Cattedrale di Paderborn
La cattedrale di Santa Maria, San Liborio e San Chiliano, o cattedrale di Paderborn (in tedesco Paderborner Dom), è la chiesa cattolica maggiore di Paderborn e cattedrale dell'arcidiocesi di Paderborn.

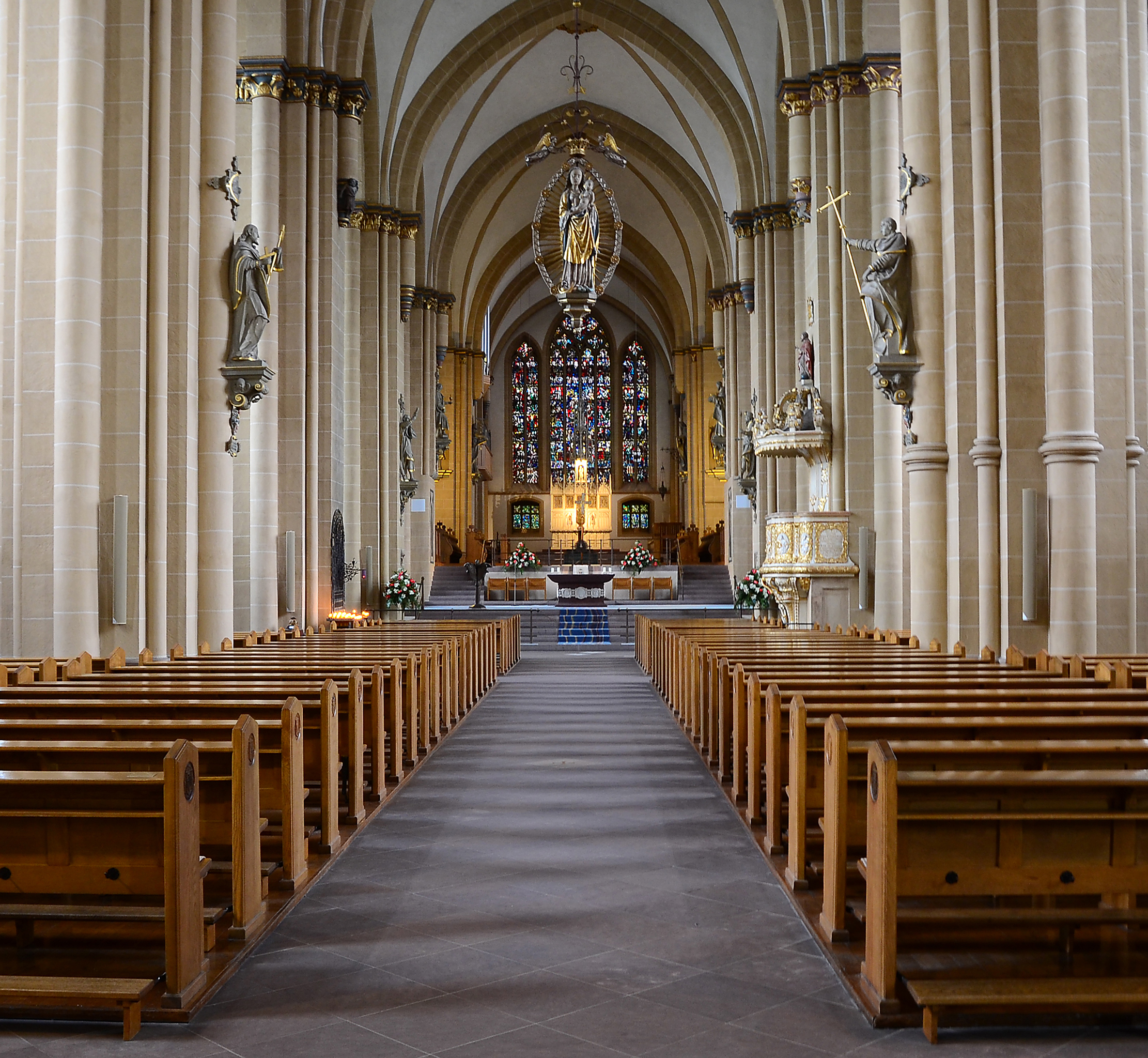
Veduta dell'interno